# 南孔博
南孔博（英語：Kombo South）是甘比亞西部區轄下的9個縣之一。南孔博位在甘比亞西南部的甘比亞河以南，介於中孔博與北孔博之間。根據2013年的統計,孔博南人口總共有108773人。